# Stärnö
Stärnö eller Sternö är en halvö sydväst om Karlshamn.
Området beskrivs som ett rekreationsområde med strövområden och en omtyckt badplats.
På halvöns högsta punkt är uppfört ett fem meter högt gravröse daterat till bronsåldern, benämnt Höga rör, vilket är Blekinges största.
1960 avgränsade SCB en tätort i området med 242 invånare inom Karlshamns stad. 1965 hade tätorten vuxit samman med Karlshamns tätort. 2013 ingår delar av halvön fortfarande i Karlshamns tätort.